# Riccardo Chailly
Riccardo Chailly (Milán, 20 de febrero de 1953) es un director de orquesta italiano. Comenzó su carrera como director de ópera, extendiendo gradualmente su repertorio para abarcar la música sinfónica. Entre 2005 y 2016, fue director principal de la Orquesta de la Gewandhaus de Leipzig, y desde 2017 es director musical de la Scala de Milán.

## Vida
Chailly nació en Milán en 1953, en el seno de una familia de músicos. Su padre, Luciano Chailly, era compositor, y el joven Riccardo estudió composición con él. Chailly se formó en los conservatorios de Perugia y Milán, y posteriormente estudió dirección orquestal con Franco Ferrara. 

## Carrera
A los veinte años, Chailly se convirtió en director asistente de Claudio Abbado en el Teatro de La Scala, donde realizó su debut como director en 1978. Pronto tuvo que asumir gran cantidad de contratos, dirigiendo en la Ópera Estatal de Viena, la Metropolitan Opera, el Covent Garden, el Festival de Salzburgo y la Ópera Estatal de Baviera.
Entre 1982 y 1988 estuvo al frente de la Orquesta Sinfónica de la Radio de Berlín (hoy  Orquesta Sinfónica Alemana de Berlín). De 1986 a 1993 dirigió el Teatro Comunale de Bolonia.
Entre 1988 y 2004 fue director principal y a partir de 2004 es director emérito de la Orquesta Real del Concertgebouw de Ámsterdam. En 2005 fue nombrado Kapellmeister de la Orquesta de la Gewandhaus de Leipzig. Entre 1999 y 2005 fue director musical de la Orquesta Sinfónica de Milán Giuseppe Verdi, de la que actualmente es director laureado.
En 2013 el Teatro de la Scala de Milán anunció que Chailly asumiría su dirección musical a partir de enero de 2017. Previamente a asumir ese cargo, fue nombrado "director principal" del teatro milanés desde enero de 2015.
En agosto de 2015 se anunció su nombramiento como próximo director, a partir del verano de 2016, de la Orquesta del Festival de Lucerna, en sustitución del fallecido Claudio Abbado, momento en el que abandonará la dirección de la Gewandhaus.